# City of Perth
City of Perth is een Local Government Area (LGA) in Australië in de staat West-Australië in de agglomeratie van Perth. City of Perth telde 28.463 inwoners in 2021. Het is het centrale zakencentrum (CBD) van Perth.